# غزال سيتديكوفا
غزال رمضانوفنا سيتديكوفا ((بالباشقيرية: Гүзәл Рамаҙан ҡыҙы Ситдиҡова)‏، (بالروسية: Гузаль Рамазановна Ситдыкова)‏ (10 يونيو 1952) كاتبة باشكيرية شهيرة، وشاعرة، ووكيلة إعلام ومترجمة. في عام 2002 حصلت على دبلوم الشرف من جمهورية باشكورستان. وهي عضو في لجنة كتابة الباشكيرية ولجنة الكتابة في الاتحاد الروسي. كانت زعيمة باشكير النسائية في جمهورية باشكورستان منذ عام 2004 وحتى عام 2011. منذ عام 2012، تشارك في حركة المتطوعين الدولية ويكيميديا.

## سيرة شخصية
ولدت غزال رمضانوفنا في 10 يونيو 1952 في قرية إينزر في مقاطعة بيلوريتسكي في جمهورية باشكير ذاتية الحكم الاشتراكية السوفيتية في روسيا. في عام 1967، بعد تخرجها من مدرسة مدتها ثماني سنوات، دخلت مدرسة بيلوريتسك التربوية. منذ عام 1971 عملت كمدرس في المدرسة الداخلية رقم 1، ثم في العديد من المؤسسات التعليمية في مدينة بيلوريتسك.
في عام 1980 تخرجت من قسم المكتبة في معهد تشيليابينسك الحكومي للثقافة. عملت منذ عام 1983 كموظفة، ثم أصبحت رئيسة قسم عام 1986 ونائبة رئيس تحرير صحيفة بيلوريتسكي الإقليمية «أورال». عام 1987، وعملت في صحيفة «أورال» الإقليمية منذ عام 1983.
من 1989 إلى 1995، كانت رئيسة تحرير صحيفة «أورال» الإقليمية في منطقة بيلوريتسكي. في نفس الوقت انتخبت نائبة شعبية في المجلس الأعلى للجمهورية باشكير ذاتية الحكم السوفيتية في الدورة الثانية عشرة (1991-1995).
في الفترة 1995-2008 كانت نائبة لمجلس الدولة في جمهورية باشكورتوستان الأول إلى الثالث، وعضو في الغرفة العامة لجمهورية باشكورتوستان الأول (2011-2012). في 2004-2011 تم انتخابها رئيسة لجمعية نساء الباشكير في جمهورية باشكورستان. شاركت في عمل اللجنة التنفيذية عالم كورولتاي (Qoroltai) للباشكوريين.

## النشاط الإبداعي
تم نشره منذ عام 1976. بينما كانت تعمل في صحيفة «أورال» الإقليمية، نشرت أعمالها في الصحافة الجمهورية. نشرت أول مجموعة من قصائدها في التقويم "Йәш көстәр" (القوى الشابة) في عام 1984. وهي الآن مؤلفة لـ 11 كتابًا وحوالي 20 منشورًا علميًا.
تشارك في حركة ويكيميديا كواحدة من المحررين والمتطوعين، وتقوم بانتظام بإنشاء وتحرير مقالات من ويكيميديا الباشكيرية، وكذلك صفحات لمشاريع باشكير من مؤسسة ويكيميديا، ويكي مصدر، ويكاموس.
إن غزال رمضانوفنا مغرمة بالشعر والترجمات من اللغات الأجنبية إلى لغة الباشكيرية. ترجمت أعمالها إلى اللغة الروسية.
منذ عام 1995 هي عضو في اتحاد كتاب جمهورية باشكورستان، وهي تعمل في أنواع أدبية مختلفة - الشعر والنثر والمقالة وأدب الأطفال.